# Lịch sử thần tượng K-pop
Các nhóm nhạc thần tượng K-pop bắt đầu xuất hiện từ đầu thế kỷ 20. Những ví dụ sớm nhất ra mắt dưới dạng nhóm nhạc ca hát bao gồm cả hát và trình diễn vũ đạo. Ví dụ tiêu biểu nhất thời kỳ đầu có thể kể đến nhóm nhạc Jeogori Sisters ra mắt năm 1939.

## Những năm 1930–1970: Những nhóm nhạc ca hát thời kỳ đầu
Trong hai thập niên 1930 và 1950, các thần tượng K-pop thịnh hành xuất hiện sớm nhất bao gồm các nhóm nhạc ca hát và trình diễn cả giọng hát cũng như vũ đạo cùng một lúc. Một trong những nhóm nhạc nữ đầu tiên là Jeogori Sisters ra mắt khoảng năm 1939, còn một trong những nhóm nhạc nam ra mắt thời kỳ đầu đó là Arirang Boys.